# Barbacoas (Aragua)
Barbacoas es una población venezolana, capital del municipio Urdaneta del estado Aragua en Venezuela. Su origen se remonta a 1712, por las acciones emprendidas por el padre Gerónimo Rebolledo. Se encuentra a unos 170 km al suroeste de Caracas, conectada por la carretera nacional que une San Sebastián de los Reyes con Calabozo.

## Etimología
El término «Barbacoas», de origen taíno o arawak hace referencia al tipo de vivienda indígena sobre pilotes y plataformas de guagua.

## Historia
Desde finales del siglo XVII se conoció a la zona con el nombre de Aricapano.  En 1712 el padre Gerónimo Rebolledo, propietario de tierras en el lugar, recogió a indios caribes y píritus, quienes deambulaban a la orilla del río Guárico, y comenzó a poblar el lugar.
La fecha oficial de la fundación de Barbacoas es el 21 de mayo de 1738, cuando fue fundada con el nombre de San Andrés de Aricapano de Barbacoas. El evento estuvo presidido por el sargento mayor Don Juan José Ramírez Salazar, alcalde ordinario de San Sebastián de los Reyes, cumpliendo órdenes del mariscal de campo, Don Gabriel Zuloaga, gobernador y Capitán General de Provincia.
Posteriormente, se despobló y hubo diversas refundaciones. Otras referencias fueron realizadas por Altoguirre hacia los años de 1767-68 al tratar de localizar la población de San Sebastián de los Reyes, en su relato señaló que Barbacoas estaba conformada por unas 40 familias de origen indígena, las cuales trabajaban en cementeras.
Una segunda referencia histórica fue realizada por el obispo Mariano Marti en 1783, quien denomina el poblado como Inmaculada Concepción de Nuestra Señora de Barbacoas.
Martí señaló en su relato que el lugar reunía a unos a 714 habitantes, en 77 casas, en las que moraban unas 98 familias; mientras que en casas dispersas, 110 aproximadamente, vivían unas 131 familias. 
Las actividades principales de la población se restringían al trabajo en cementeras, así como la actividad de ganadería vacuna, caballar y asnar.
Hasta 1934 esta población pertenecía al estado Guárico. Ese año, el general Juan Vicente Gómez la integra al estado Aragua, entregando a cambio a San Juan de los Morros que más tarde sería la capital guariqueña. 

## Personalidades
- Simón Díaz (1928-2014), cantautor y figura fundamental de la cultura popular venezolana.
- José Rafael Núñez Tenorio (1933-1998), filósofo marxista y profesor universitario.
- José Díaz Márquez «Joselo» (1936-2013), actor, cantante y comediante.

## Características
- La población cuenta con diversos sitios históricos como el Monumento de la Cruz de la Palma, donde murió el general Rafael Guillermo Urdaneta (hijo del prócer zuliano Rafael Urdaneta), durante las luchas de la Guerra Federal.
- Barbacoas posee balnearios aptos para el disfrute de propios y visitantes gracias al esplendor del río Guárico.
- Su principal edificio religioso es una iglesia católica que se encuentra bajo la advocación de la Inmaculada Concepción.
- Cuenta con un ambulatorio rural tipo II, un Centro diagnóstico integral (C.D.I.), un Centro de rehabilitación Integral (CRI), cuatro instituciones de educación básica, tres liceos, tres preescolares, la Universidad Politécnica Territorial de Aragua Dr. Federico Brito Figueroa (UPTA), un Instituto de Educación para la Diversidad Funcional Integral, Escuela de música, entre otros.
- Otro edificio característico es la sede de la Alcaldía del Municipio Rafael Guillermo Urdaneta, ubicada frente a la Plaza Bolívar, construida bajo la administración de José Casanova Godoy.[7]